# Чемпионат Беларуси по боксу 2017
Чемпионат Белоруссии по боксу 2017 года среди мужчин и женщин проходил в Орше 3—8 апреля. Участвовало 103 боксёра, включая 20 женщин. Спортсмены были представлены семью командами. В турнире участвовал 1 заслуженный мастер спорта, 5 мастеров спорта международного класса, 38 мастеров спорта, 51 кандидат в мастера спорта и 10 спортсменов I разряда.

## Медалисты мужчины
| Весовая категория | Золото                                 | Серебро                                   | Бронза                                                              |
| ----------------- | -------------------------------------- | ----------------------------------------- | ------------------------------------------------------------------- |
| до 49 кг          | Евгений Кармильчик Гродненская область | -                                         | -                                                                   |
| до 52 кг          | Павел Лазакович Могилёвская область    | Сергей Лобан Минск                        | Илья Егоренко Витебская область                                     |
| до 56 кг          | Дмитрий Асанов Минская область         | Дмитрий Дешкевич Минская область          | Николай Шах Минск                                                   |
| до 60 кг          | Евгений Шабельник Брестская область    | Александр Малиновский Могилёвская область | Сергей Ткачёв Витебская область Антон Наханьков Минск               |
| до 64 кг          | Максим Вислоух Гомельская область      | Вадим Виниченко Гомельская область        | Кирилл Подлуцкий Могилёвская область Михаил Басяков Минск           |
| до 69 кг          | Павел Костромин Брестская область      | Максим Гордейко Гродненская область       | Дмитрий Вишневский Витебская область Алексей Дернов Минская область |
| до 75 кг          | Виталий Бондаренко Минск               | Виктор Мурашкин Минская область           | Андрей Лаврусик Брестская область Вадим Панков Гомельская область   |
| до 81 кг          | Михаил Долголевец Минская область      | Сергей Мирончиков Брестская область       | Дмитрий Бондаренко Минск Александр Горелик Гродненская область      |
| до 91 кг          | Владислав Смягликов Гомельская область | Станислав Попков Витебская область        | Алексей Корпачёв Минск Александр Мельниченко Гомельская область     |
| свыше 91 кг       | Александр Калеев Гомельская область    | Илья Кулиненко Могилёвская область        | Дмитрий Доронин Гомельская область Дмитрий Макаревич Минск          |

## Медалисты женщины
| Весовая категория | Золото                               | Серебро                               | Бронза                                                                    |
| ----------------- | ------------------------------------ | ------------------------------------- | ------------------------------------------------------------------------- |
| до 48 кг          | Ольга Степаненко Гомельская область  | -                                     | -                                                                         |
| до 51 кг          | Яна Бурим Гомельская область         | Ольга Лущик Минск                     | Анна Тадеуш Могилёвская область Ева Шлыкова Витебская область             |
| до 54 кг          | Галина Бруевич Гомельская область    | Дарья Пуйдак Витебская область        | -                                                                         |
| до 57 кг          | Юлия Апанасович Гомельская область   | Ульяна Есипенко Витебская область     | Вероника Профовьева Могилёвская область Ульяна Есипенко Витебская область |
| до 60 кг          | Алла Яршевич Минск                   | Анастасия Обущенкова Минск            | -                                                                         |
| до 64 кг          | Антонина Аксенова Гомельская область | Дарина Былина Могилёвская область     | Вероника Лагодич Брестская область                                        |
| до 69 кг          | Дарья Осмоловская Витебская область  | Александра Якушевич Витебская область | -                                                                         |
| до 75 кг          | Виктория Кебикова Гомельская область | -                                     | -                                                                         |
| до 81 кг          | Алина Вебер Гомельская область       | -                                     | -                                                                         |